# Валуецкое сельское поселение
Валуецкое сельское поселение — упразднённое муниципальное образование в южной части Почепского района Брянской области. Административный центр — село Валуец.

## История
Образовано в результате проведения муниципальной реформы в 2005 году, путём преобразования дореформенного Валуецкого сельсовета.
Законом Брянской области от 4 июня 2019 года Валуецкое сельское поселение было упразднено и включено в Семецкое сельское поселение.

## Население
| 2010 | 2011 | 2012 | 2013 | 2014 | 2015 | 2016 |
| ---- | ---- | ---- | ---- | ---- | ---- | ---- |
| 923  | ↘921 | ↘915 | ↘895 | ↘877 | ↘858 | ↘825 |
| 2017 | 2018 | 2019 |      |      |      |      |
| ↘813 | ↘787 | ↘769 |      |      |      |      |

## Населённые пункты
| № | Населённый пункт | Тип     | Население |
| - | ---------------- | ------- | --------- |
| 1 | Валуец           | село    | ↘719      |
| 2 | Галая Лужа       | посёлок | ↘7        |
| 3 | Гамалеевка       | деревня | ↘17       |
| 4 | Гончаровка       | посёлок | ↘12       |
| 5 | Калачово         | село    | ↘108      |
| 6 | Прогресс         | посёлок | ↘11       |
| 7 | Ширяевка         | деревня | ↘21       |

Законом Брянской области от 1 августа 2017 года № 65-З, 13 августа 2017 года была упразднена, как фактически не существующая, деревня Заречье.

## Известные личности
- Щегловитов, Иван Григорьевич